# پرویز اذکایی
پرویز اذکایی معروف به سپیتمان (۱۸ فروردین ۱۳۱۸ – ۲۵ فروردین ۱۴۰۲) پژوهشگر تاریخ، جغرافیا، زبان و فرهنگ همدان بود. وی تحصیلات خود را در همدان و تهران و سپس در دانشگاه منچستر انگلستان گذراند. مطالعات وی به‌طور عمده در تاریخ و فلسفه می‌باشد. در رشته‌های کتابشناسی و رجال‌شناسی و تاریخ علم نیز دارای تألیفات است. بیش از ۵۰۰ عنوان اثر اعم از کتاب، رساله یا مقاله  از وی طبع و نشر شده، که عبارت از ۴۰ کتاب و ۷۰ رسالهٔ علمی، و مابقی گفتارهای بلند و کوتاه در دائرةالمعارف‌ها و نشریات معتبر است.

## سرگذشت
در فروردین سال ۱۳۱۸ خورشیدی در خانواده‌ای فرهنگی در شهر همدان زاده شد. تحصیلات ابتدایی را در مدرسۀ آلیانس کلیمیان و دورۀ متوسطه را در دبیرستان پهلوی (سابق) گذراند.
 
پس از پایان خدمت نظام در سال ۱۳۳۹ متصدی کتابخانهٔ همان دبیرستان شد و در مدارس ملّی همدان به‌ویژه «دبستان فرهنگ» که پدرش ـ محمدکاظم اذکائی ـ بنیاد کرده‌بود، تدریس نمود. 

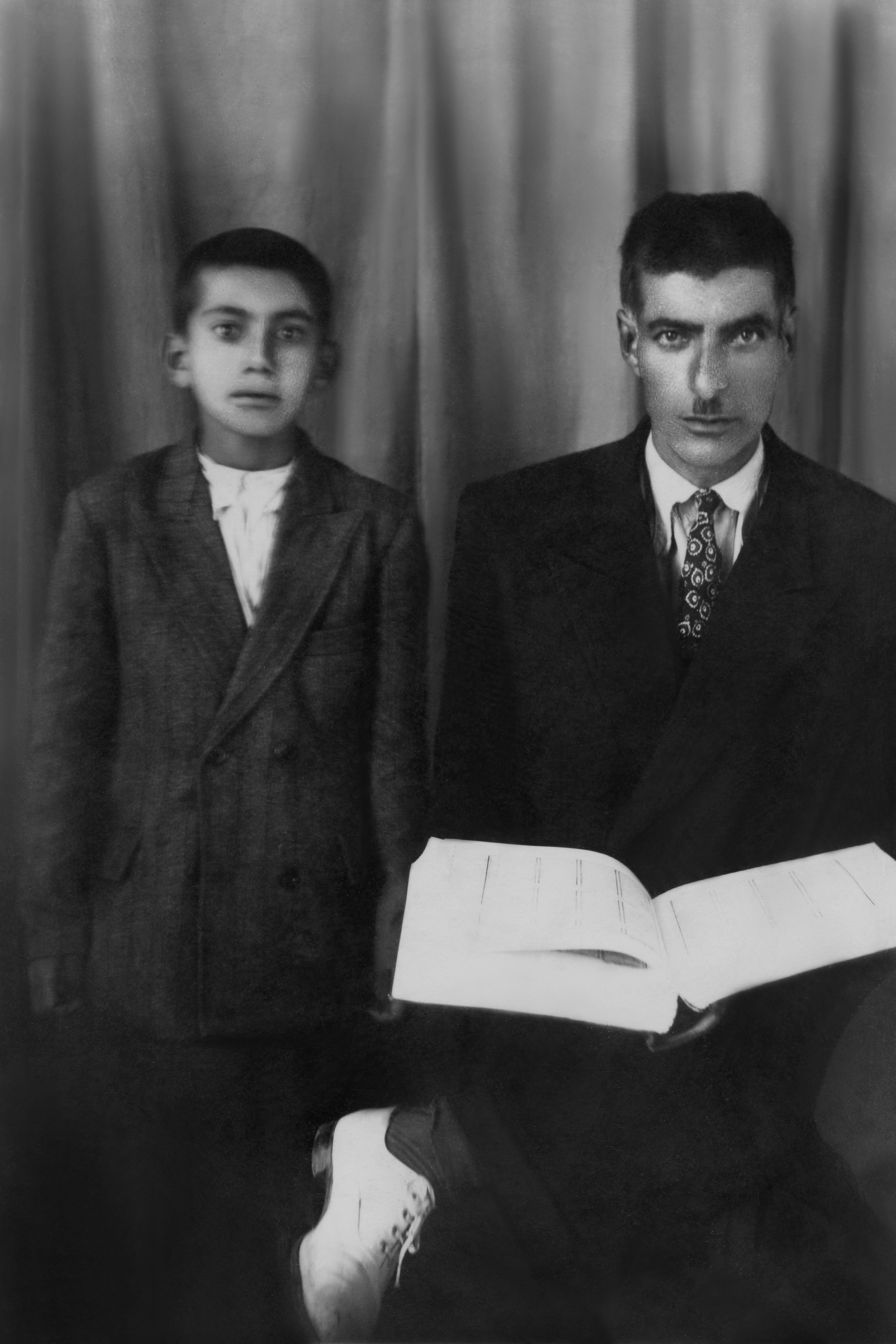
دکتر پرویز اذکائی و محمد کاظم اذکائی (مدیر) پدر ایشان

### جوانی و سال‌های تحصیل
او سپس برای مطالعۀ تاریخ و معارف قدیم به حوزه‌های علمیه رفت و نزد آخوند ملاعلی معصومی همدانی دروس مذهبی را گذراند. امور چاپ و نشر روزنامهٔ «نهیب غرب» به او محول گردید و همکاری مستمری نیز با روزنامهٔ «مبارز همدان» داشت. در سال ۱۳۴۱ که مجلهٔ «پیک اسلام» به زعامت شادروان آقای آخوند نشر یافت، عهده‌دار طبع و ویرایش آن گردید که مطالب وی نیز در آن به چاپ رسیده است. در سال ۱۳۴۸ تحصیلات دانشگاهی (رشتهٔ تاریخ) را در دانشگاه تهران به پایان برد و ضمن آن‌که سردبیر مجلهٔ «وحید» بود، با گذراندن دورۀ مدیریت در وزارت کشور به سمت بخشدار یکی از شهرهای استان فارس گمارده شد، ولی اساتید کتاب‌شناس او را از این کار منصرف کردند و تصدی بخش عربیِ کتابخانهٔ مرکزی دانشگاه تهران را به وی محوّل نمودند که بیش از ۱ سال در آنجا کار کرد و سپس با عنوان کارشناس متون تاریخیِ مرکز مردم‌شناسی ایران به وزارت فرهنگ انتقال یافت.
در سال ۱۳۴۸ مبدأ تشکیل کنگره‌های سالانهٔ تحقیقات ایرانی، در کتابخانهٔ مرکزی دانشگاه تهران بود و تا آخر سال ۱۳۵۷ عضویت دائمی آن را برعهده داشت. به‌علاوه، در چندین کنگرۀ علمی داخل و خارج از کشور نیز مأموریت یافت، ازجمله: کنگرۀ جهانی ابوریحان بیرونی (تهران، ۱۳۵۲)، جشنواره جهان اسلام (لندن، ۱۳۵۴) و المؤتمر الدولی للبیزره (منعقد در امارات متحدۀ عربی، ابوظبی، ۱۳۵۴) نماینده اعزامی ایران بود. 
در سال ۱۳۵۴، با مأموریت تحصیلی به دانشگاه منچستر انگلستان رفت و در بخش مطالعات شرقی آنجا به‌عنوان «طلبهٔ تحقیق» و با رسالهٔ «جغرافیای تاریخی همدان» دورۀ دکتری (PH.D) را تحت نظارت جان اندرو بویل گذراند. سپس در سال‌های پس از انقلاب بهمن ۱۳۵۷،‌ به ترتیب عضو هیئت علمی دائره‌المعارف تشیع، دائره‌المعارف اسلامی (دانشنامۀ جهان اسلام) و دائره‌المعارف بزرگ اسلامی و از مولفان آن‌ها بوده‌است. سال‌های ۱۳۶۶ و ۱۳۶۷ به‌عنوان کارشناس نسخ خطّی در بنیاد دائره‌المعارف اسلامی، چند اثر را برای چاپ عکسی آماده کرد که از جمله تفسیر مفاتیح‌الاسرار شهرستانی بود که با فهارس وی انتشار یافته‌است. سپس دانشگاه بوعلی سینا همدان، امر فهرست‌نویسی نسخ خطّی کتابخانهٔ مرکزی را طی یک طرح تحقیقاتی به وی محول نمود (که جلد یک آن چاپ‌شده است). همچنین تدریس رشته‌های معارف اسلامی و علوم اجتماعی را در دانشگاه‌های همدان نیز داشته‌است،‌اما همچنان به پژوهش به عنوان فعالیت اصلی اشتغال دارد. پرویز اذکایی دارای حدود پانصد عنوان اثر چاپ‌شده شامل کتب، رسالات و مقالات بلند و کوتاه در موضوعات تاریخی، کتابشناسی، رجال، انساب، فلسفه و نجوم، تاریخ علم در ایران و تعدادی آثار ترجمه‌ای است.

### بیرونی‌شناسی
پرویز اذکائی تحقیقات کاملی درباره ابوریحان بیرونی انجام داده است. کتاب آثارالباقیه بیرونی توسط او ترجمه شده و با تعلیقات گسترده‌ای به چاپ رسیده است. مقدمه درخشان این اثر بارها مورد توجه دانشمندان بزرگ به ویژه شرق شناسان قرار گرفته است و پس از آثار او تا کنون بیرونی شناس بزرگی ظهور و بروز نکرده است. سیدحسین نصر درباره تحقیقات اذکائی پیرامون بیرونی گفته است که اذکائی هیچ نگفته‌ای در باب این داشمند شهیر ایرانی باقی نگذاشته است.
پس از نگارش کتب متعدد درباره بیرونی از اذکائی می‌خواهند که درباره استاد بیرونی یعنی محمدبن زکریای رازی نیز بنویسد و او بار دیگر قلم را به دست می‌گیرد تا اثری درخشان از خود باقی بگذارد و این بار نیز با نگاهی نافذ و ذهنی تمام قد تحلیلگر هیچ چیز ناگفته هم درباره رازی از قلم نمی‌اندازد و کتاب حکیم رازی متولد می‌شود. تحلیلگران و دانشمندان کتاب حکیم رازی را تاریخ فلسفه ایران می‌دانند به طوری که اذکائی با نگارش این کتاب تاریخ فلسفه ایران را تشریح می‌کند. کتاب آثار الباقیه تا کنون توسط دو انتشارات مهم نی و علمی به چاپ رسیده است و بارها تجدید چاپ شده است. کتاب حکیم رازی نیز توسط انتشارات طرح نو به چاپ رسیده و همچنان اهالی علم خواهان این کتاب ارزشمند هستند.
از آثار فلسفی اذکائی بگذریم، او صاحب چندین کتاب ماتیکان با موضوعات کتابگزاری، تاریخی، فسلفی، فرهنگی است که توسط بنیاد موقوفه مرحوم محمود افشار یزدی به چاپ رسیده است.
ایرج افشار درباره پرویز اذکائی می‌گوید: «اذکائی یک محقق واقعی است». اذکائی با تألیف آثار گوناگون نشان حافظه قوی و ذهن دقیق اوست که شاخصه همه دانشمندان بزرگ ایران و جهان است. آثار پرویز اذکائی را می‌توان آیینه تمام نمای علم دانست. آثاری که به جرأت می‌توان گفت علم را به خوبی معرفی می‌کند.

### وقف کتابخانه و منزل مسکونی

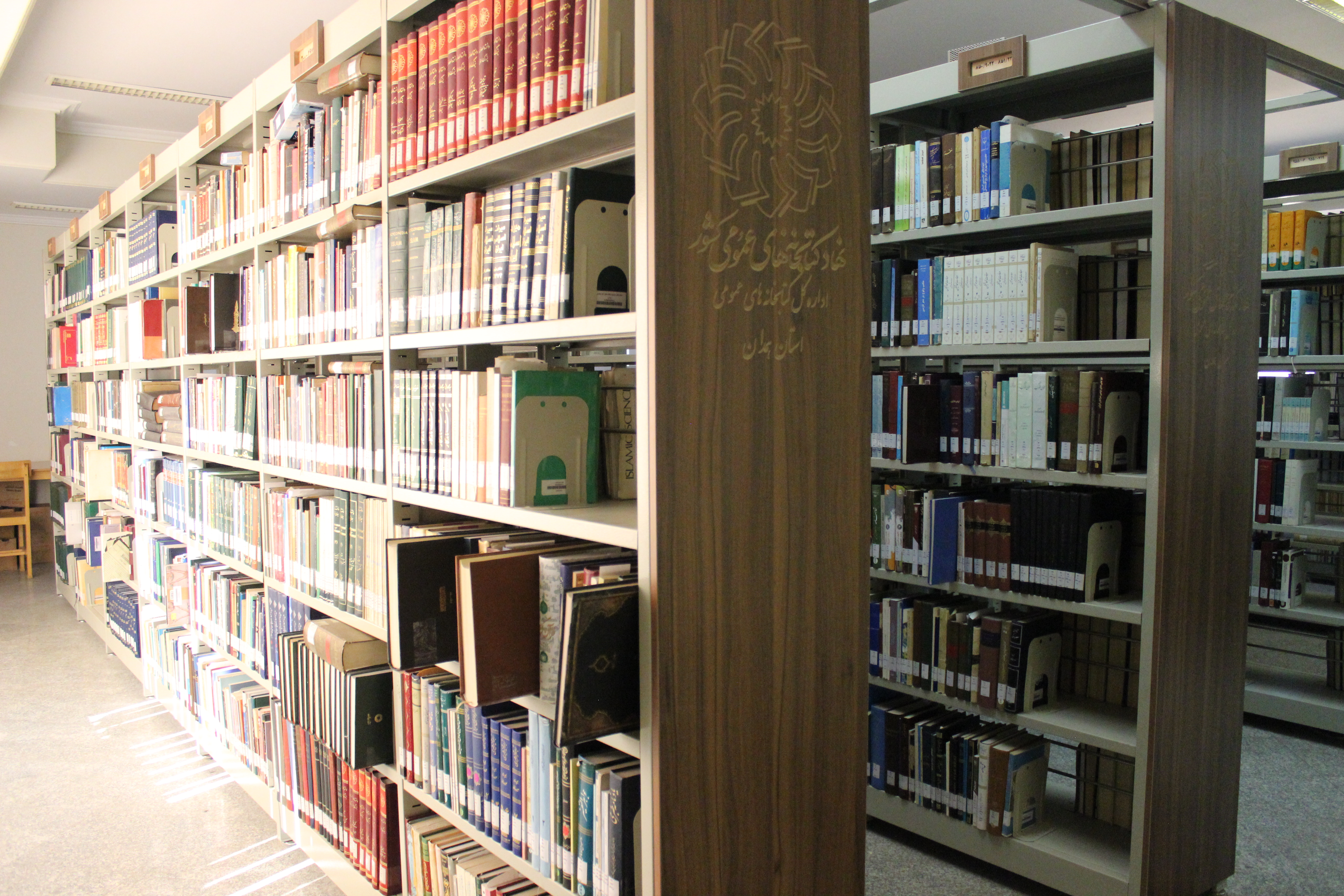
کتابخانه تحقیقاتی و تخصصی دکتر پرویز اذکائی

اذکائی در سال ۱۳۹۵ تمامی کتابخانه خود را (بالغ بر ۱۵ هزار جلد کتاب و نشریات ادواری) یک جا به طور رسمی وقف کتابخانه عمومی مرکزی همدان (نهاد کتابخانه های عمومی کشور) کردکه در آنجا به طور مستقل با عنوان کتابخانه تحقیقی-تخصصی ارائه خدمت می نماید.

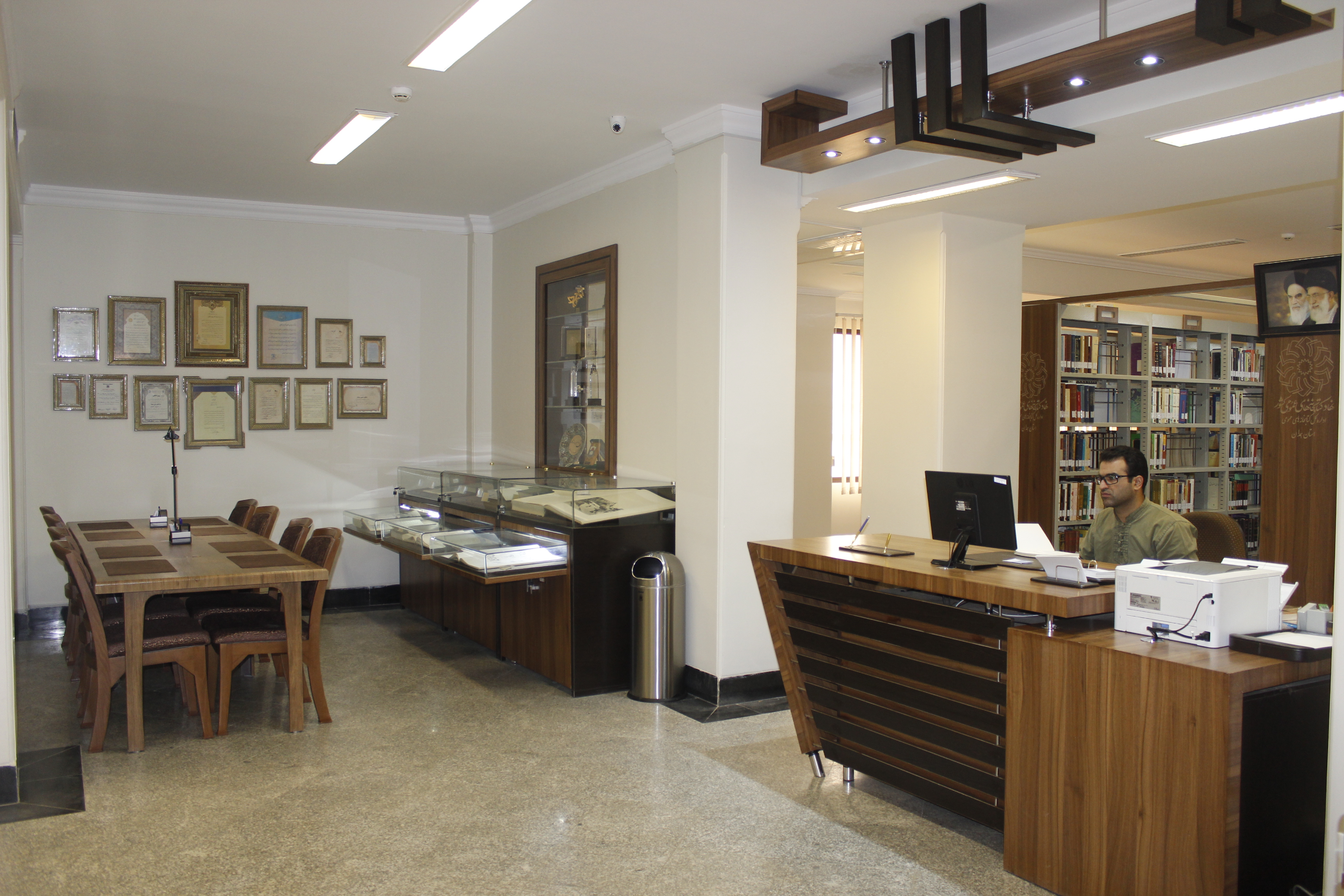
کتابخانه تحقیقاتی و تخصصی دکتر پرویز اذکائی (سپیتمان)

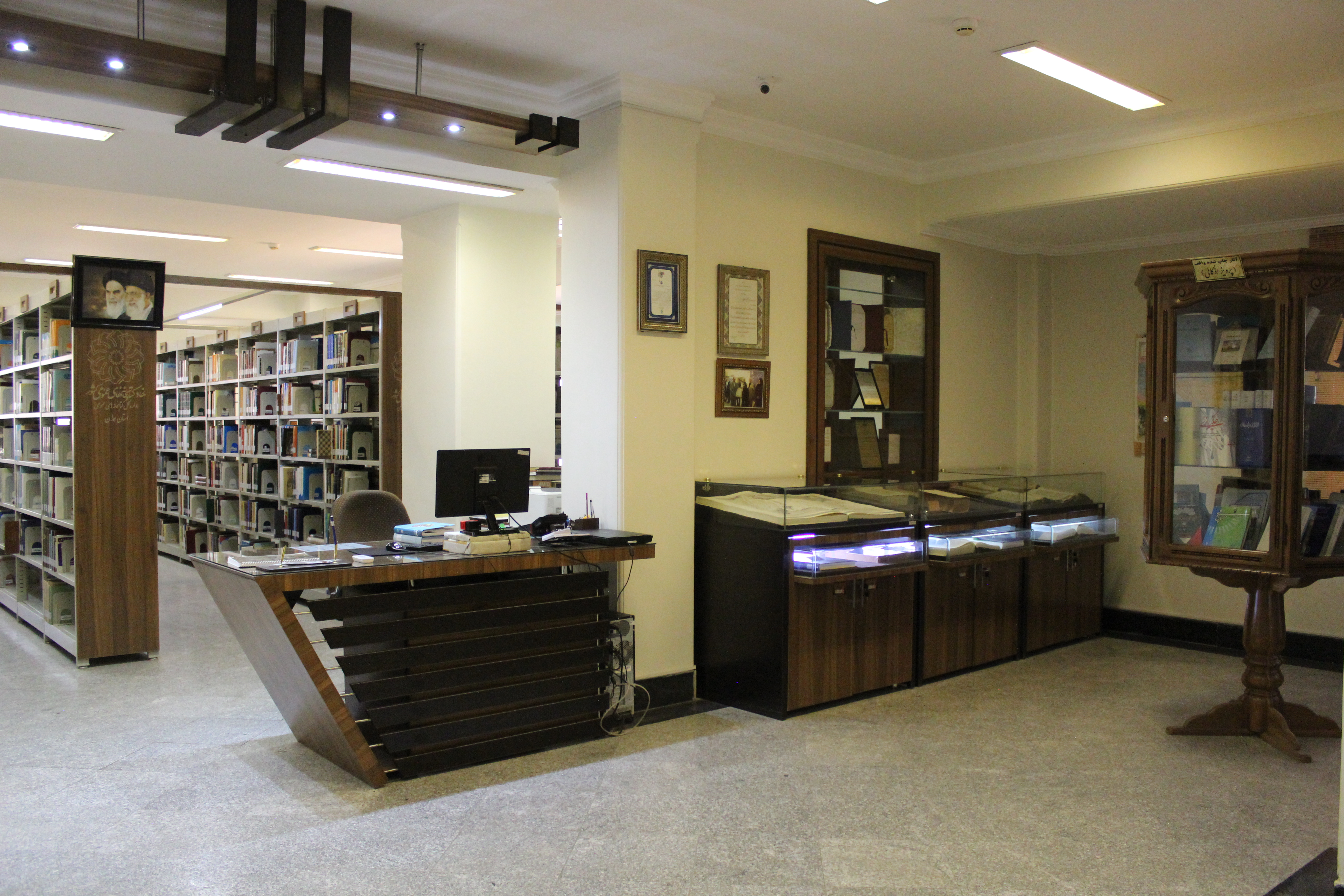
کتابخانه تحقیقاتی و تخصصی دکتر پرویز اذکائی (سپیتمان)

دیگر آنکه وی از سال ۱۳۹۶ خانه مسکونی خود را واقع در کوی شکریه همدان به عنوان خانه فرهنگی (رقبه کتالخانه) موقوفه ثبتی نمود بدان نیت که در آینده صورت بنیاد فرهنگی بیابد.

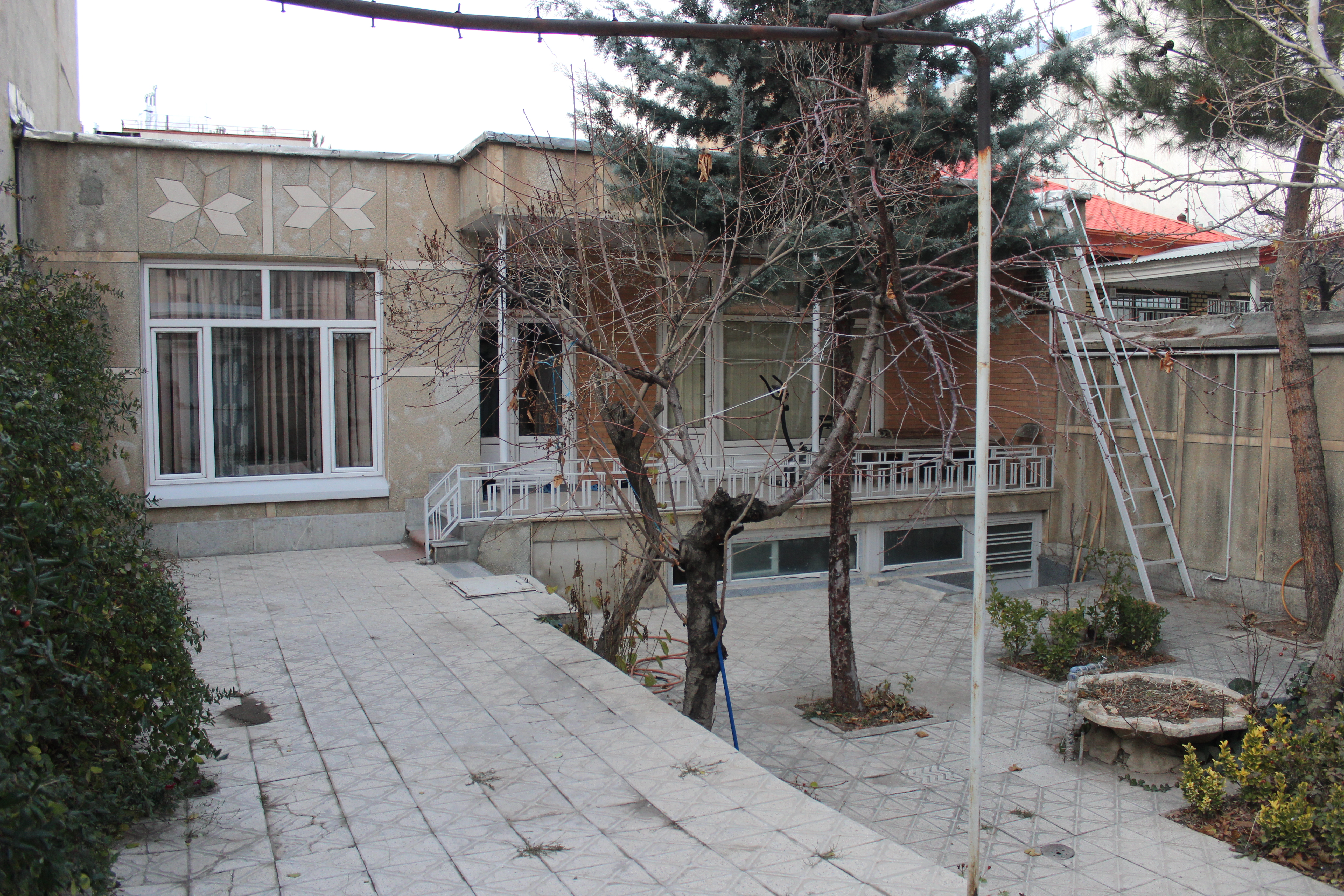
منزل مسکونی دکتر پرویز اذکائی

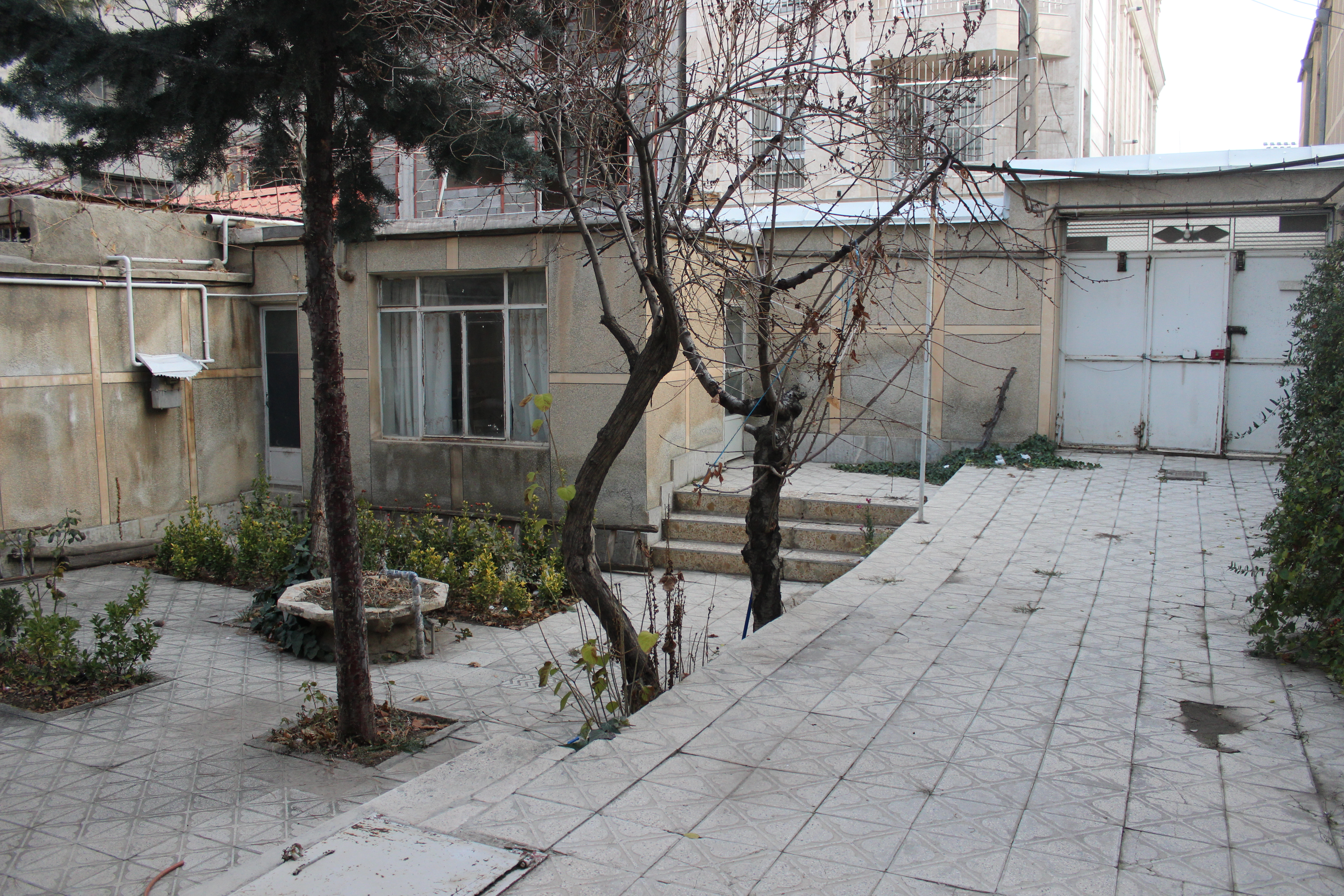
منزل مسکونی دکتر اذکائی

## آثار

### - حوزه های تاریخ، فلسفه و ادبیات فارسی
- زندگی نامهٔ بیرونی (ترجمه)
- کارنامهٔ بیرونی (تألیف)
- فرمانروایان گمنام (تاریخ)
- رسالهٔ قبةالارض ایرانی (هیئت و نجوم)
- رسالهٔ زروانی (مذاهب)
- مفاتیح الاسرار (تفسیر شهرستانی)، تاریخ نگاران ایران (جلد اول)
- ابوریحان بیرونی
- خاندان شاهیهٔ خوارزم (رساله)
- فهرست ما قبل الفهرست (۲جلد)، تبارشناسی در ایران (رساله)
- الآثار الباقیة عن القرون الخالیة بیرونی (تحقیق و تعلیق) [کتاب سال ۱۳۸۱]
- حکیم رازی (حکمت طبیعی و نظام فلسفی)
- طب روحانی رازی (ترجمه) و در دست انجام، قانون مسعودی بیرونی (ترجمه)
- الفهرست ابن ندیم (تحقیق و تعلیق)، تفسیر تاریخ (تألیف)

### - حوزه های تاریخ و معاریفهمدانیاهمدان‌شناسی
- فهرست نسخ خطی همدان، مورخان همدان
- ناموران همدان، قراگزلوهای همدان
- شاه همدان،احوال و آثار میر سیّد علی همدانی (این کتاب در تاریخ ۱۸ مهر ۱۴۰۲ به زبان اردو با مقدمه ای از حسن نوریان ترجمه و در کراچی پاکستان رونمایی شد.)
- باباطاهر نامه (هفده گفتار)
- تاریخ عراق عجم (رساله)
- درگزین تا کاشان (سه گفتار)
- کتابشناسی همدان، تاریخ معاصر همدان
- راهنمای همدان
- گفتارهای مغان و مادشناسی
- همدان نامه (بیست گفتار دربارهٔ مادستان)
- ماتیکان عین القضات همدانی (هفت گفتار)
- فرهنگ مردم همدان
- ترانه‌های باباطاهر (منضم به ترجمهٔ انگلیسی آن‌ها)

## گفتار دیگران دربارۀ او

### کامران فانی
«...، اذکائی، نظریه‌پرداز تاریخ و مورخ اندیشه و فرهنگ ایرانی است ...» [آیین نکوداشت، ۹۳/۲/۳۰]

### داریوش شایگان
«...، او منشور روشنفکری در ایران را به دست داده است ...» [نشر فرزان، ۹۳/۳/۲۸]

### احسان یارشاطر
«...، راستی را، به کوشش‌ها و همت سرکار و به استقصایی که در تألیفات خود به کار می‌برید، آفرین باید گفت. پیداست که همهٔ ساعات و دقایق شما صرف پژوهش و خدمت به فرهنگ و تاریخ و ادب ایران می‌شود؛ و حال، گذشته از همدان خطۀ ری و بزرگان آن را نیز مشمول تحقیقات گستردهٔ خود قرار داده‌اید. قدر کوشش‌های پیگیر سرکار بر اهل نظر پوشیده نیست ...» [ایرانیکا، ۲۰ دسامبر ۲۰۰۴]

### علیرضا ذکاوتی
اذکائی دارای سه وجه محلی (همدان‌شناسی)، ملّی (ایران‌شناسی) و جهانی است که با جنبهٔ انسانی نیز مقرون شده‌است. [مراسم نکوداشت، ۷ تیرماه ۱۳۹۳]

### محمود جعفری دهقی
شهر همدان دانشمندخیز است و یکی از برجسته‌ترین این دانشمندان ایران‌شناس در دوران معاصر استاد اذکایی است. وی انسانی فرهیخته و پژوهشگری جامع‌الاطراف است.